# Carena del Pou
La Carena del Pou és una serra situada al municipi de Caldes de Montbui a la comarca del Vallès Oriental, amb una elevació màxima de 718 metres.